# VERTECS
VERTECS（Visible Extragalactic background RadiaTion Exploration by CubeSat）は主に日本の宇宙航空研究開発機構（JAXA）と九州工業大学の進める6Uサイズ（10 × 20 × 30 cm）の超小型天文衛星（CubeSat）の開発・運用のプロジェクトである。宇宙背景放射によって発生する可視光の観測・研究を目的としたプロジェクトであり、2025年度にH3ロケット30形態試験機での打ち上げを予定している。

## 概要
可視光の照射で宇宙背景放射を観測し、天体形成史の詳細を解明することを目的としたプロジェクトである。
2021年7月頃から「超小型衛星による宇宙可視光背景放射観測ミッション」として概念検討を開始。
2022年12月12日に九州工業大学とJAXAが「産学官による輸送・超小型衛星ミッション拡充プログラム（JAXA-SMASH, JAXA-Small Satellite Rush Program）」の枠組み内で開発が発表、「高精度姿勢制御6U衛星による宇宙可視光背景放射観測で探る天体形成史」として開発を始動。その後ミッションおよびシステム要求を明確化するとともに、衛星 サブシステムの大部分においてそれら要求を満たす設計を完了した。
2023年5月23日にミッション定義審査（MDR）を実施。
2024年4月25日にシステム要求とサブシステム設計の整合性の検証とサブシステムごとに実施したBBM試験へのフィードバック等を行うことを目的としたPDR（基本設計審査）を実施。
同年11月にはレンズ光学系と迷光除去バッフルのFMの製作が完了した。

## 構造
機体に搭載されている機器の一部は九州工業大学等が開発・打ち上げに携わった6Uサイズの超小型天文衛星「KITSUNE」の2Uサイズのメインバスに基づき、JAXA「技術のフロントローディング」で開発された1Uサイズの高精度姿勢制御系を組み合わせたバスシステムに、3Uサイズの可視光望遠鏡を最適化したものを搭載した衛星を開発し、宇宙背景放射の観測を実施する。

### 搭載機器
広視野小型可視光望遠鏡

迷光除去バッフル

高感度・低ノイズ検出器

AOCS（姿勢制御）ユニット

ペイロード制御ボード
Raspberry Pi Compute Moduleを中心としたCOTSコンポーネントのカメラコントロール制御ボード。

## プロジェクト参加メンバー
国立研究開発法人（官）
- 宇宙航空研究開発機構（JAXA）
- 宇宙科学研究所（ISAS）[12]

大学共同利用機関法人（学）
- 自然科学研究機構（NINS）アストロバイオロジーセンター

国立大学（学）
- 九州工業大学
- 東京大学
- 東京工業大学（現:東京科学大学）
- 金沢大学
- 福井大学

私立大学（学）
- 東京都市大学
- 関西学院大学

企業（産）
- セーレン
- コシナ
- Space BD（JAXA-SMASH）[13]